# Висконти, Виоланта
Виоланта Висконти (итал. Violante Visconti, 1354 — ноябрь 1386) — представительница дома Висконти, дочь Галеаццо II Висконти и Бьянки Савойской. Она приходилась золовкой Изабелле Валуа и двоюродной сестрой Валентине, королеве Кипра, Таддее, герцогине Баварии, и Виридис, герцогине Австрии.

## Биография
В тринадцатилетнем возрасте была выдана замуж за Лайонела Антверпа, герцога Кларенса, сына короля Англии Эдуарда III. Свадьба состоялась 28 мая 1368 года в церкви Санта-Мария-Маджоре, на месте которой позже был построен Миланский собор. Празднование было очень пышным: на банкете подавались в том числе 30 мясных и рыбных блюд, раскрашенных под золото. Между переменами обеда гостям раздавали богатые подарки. Среди гостей были Джеффри Чосер, Петрарка, Жан Фруассар и Джон Хоквуд. Брак был коротким: Лайонел умер 17 октября того же года, возможно, от пищевого отравления. Детей у супругов не было.
2 августа 1377 года Виоланта была выдана отцом замуж вторично, за Секондотто, маркграфа Монтферрата. Но 16 декабря 1378 года Секондотто был убит. Этот брак также оказался бездетным.
Виоланта вышла замуж в последний раз 18 апреля 1381 года, за своего кузена Лудовико. От него она родила единственного сына Джованни. По предположению Барбары Такман, Лудовико мог быть убит братом Виоланты.
Виоланта Висконти умерла в Павии в ноябре 1386 года, в возрасте 32 лет.